# Nova Democràcia (concepte)
La Nova Democràcia (En xinès simplificat: 新民主主义) o la Nova Revolució Democràtica (新民主主义革命) és un concepte maoista basat en la teoria del Bloc de les quatre classes de Mao Tse-Tung a la Xina posterior a la victòria comunista. Avui en dia, el Nou Exèrcit del Poble de Filipines, i el Partit Comunista de l'Índia porten endavant activitat guerrillera ("guerra popular perllongada") amb l'intent d'establir la Nova Democràcia.
La concepció de Mao de la Nova Democràcia consistia en l'agrupament de les quatre classes revolucionàries, a saber, el pagès, el proletariat, la petita burgesia i la burgesia nacional, sota la direcció d'un partit comunista d'avantguarda, enfocant el procés històric a la construcció del socialisme.

Respecte el caràcter polític de la Nova Democràcia, Mao argumentava en la Secció V del seu article titulat "Sobre la Nova Democràcia", del gener de 1940, el següent:
"La Xina pot adoptar un sistema d'assemblees populars que vagi des de l'Assemblea Popular Nacional fins a les provincials, comtals, de districte i municipals, amb tots els nivells escollint els seus respectius òrgans governamentals. Però, per haver-hi una representació adequada per a cada classe revolucionària d'acord amb la seva importància en l'estat, una representació adequada de la voluntat del poble, una direcció adequada per a les lluites revolucionàries i una manifestació adequada de l'esperit de Nova Democràcia, un sistema s'ha d'introduir per assegurar el sufragi realment universal i igualitari, independentment del sexe, creença, propietat o educació. Aquest és el centralisme democràtic. Només un govern basat en aquest pot expressar la voluntat de tot el poble revolucionari i lluitar contra els enemics de la revolució de forma efectiva. Hi ha d'haver un esperit de negació de "ser propietat exclusiva d'uns pocs" en el govern i l'exèrcit; sense un sistema realment democràtic no podrà aconseguir-se aquest objectiu, i no hi haurà harmonia entre el sistema d'Estat i el sistema de govern."
Amb el temps, la concepció de Nova Democràcia ha estat adaptada a altres països i regions amb justificacions similars.
La teoria apunta a enderrocar el mode de producció capitalista i aconseguir l'alliberament nacional, impedit pel govern burgès, optant pel socialisme a través d'una coalició de classes socials, les quals lluiten contra l'antic règim governant, units sota el lideratge i guia de la classe treballadora i el seu partit comunista.
La teoria de la Nova Democràcia i el seu bloc de classes està simbolitzat per les estrelles grogues de la Bandera de la Xina, on l'estrella major correspon al lideratge del Partit Comunista de la Xina, mentre que les altres quatre estrelles que l'envolten simbolitzen les quatre classes restants: el proletariat, el camperolat, els petits burgesos, i els burgesos nacionals. Aquesta és la coalició de classes per a la "Nova Revolució Democràtica", en la que Mao explica que el bloc de les quatre classes és una conseqüència desafortunada, però necessària, de l'imperialisme, entès aquest segons la concepció de Lenin, mentre que les crítiques de l'esquerra radical denuncien aquesta estratègia com una fútil política del mal menor.
La concepció marxista clàssica de les etapes del desenvolupament econòmic i històric segons modes de producció, sota el qual una revolució socialista pot succeïr, assenyala que aquesta només pot ocórrer posteriorment a la revolució burgesa, la qual prepara el camí perquè la classe obrera proletària pugui emergir com la classe majoritària en la societat, després de la qual cosa llança el model capitalista i inicia la construcció del socialisme. Marx creia que la revolució socialista en les àrees no industrialitzades del món seria insostenible, atès que no tindrien el que ell considerava el requisit essencial respecte a les condicions econòmiques i socials per a tal succés. No obstant això, l'èxit de la Revolució d'Octubre de 1917 semblava validar l'anàlisi de Lenin, qüestionant a Marx, almenys en alguns casos. Pel seu costat, Mao va prendre la perspectiva de Lenin en un següent nivell, assenyalant essencialment que les fases de la revolució democràtico-burgesa i la socialista podien combinar-se en un només estat de construcció anomenat Nova Democràcia.
Una vegada s'hagi establert la Nova Democràcia, es pot afirmar que el país és ideològicament socialista i la seva gent està compromesa activament en la construcció del socialisme, tot i que el país mantingui diversos aspectes del capitalisme per tal d'aconseguir un ràpid creixement econòmic. Com a tal, la Nova Democràcia actua com una etapa prèvia al socialisme, la qual serà continuada per la dictadura del proletariat. Atès que la meta de la construcció socialista és la creació d'una societat comunista sense estat i sense classes, la introducció de la Nova Democràcia fa que el procés sencer contingui tres etapes: Nova Democràcia, dictadura del proletariat i comunisme.